# Matelea prosthecidiscus
Matelea prosthecidiscus är en oleanderväxtart som beskrevs av R. E. Woodson. Matelea prosthecidiscus ingår i släktet Matelea och familjen oleanderväxter. Inga underarter finns listade i Catalogue of Life.